# Gerardus 't Hooft
Gerardus 't Hooft (Den Helder, Países Bajos, 5 de julio de 1946) es un físico neerlandés cuyo trabajo en física teórica en la Universidad de Utrecht fue reconocido con el Premio Nobel de Física del año 1999. Sus principales méritos consistieron en elucidar la estructura cuántica de la interacción electrodébil en la física de partículas.
También ha realizado importantes contribuciones en la teoría de las variables ocultas, estableciendo que es posible una mecánica cuántica determinista mediante aplicaciones de autómatas celulares en una teoría cuántica de campos discreta.
El asteroide (9491) Thooft, para cuyos futuros habitantes escribió una constitución, es llamado así en su honor.

## Biografía

### Primeros años
Nació en Den Helder el 5 de julio de 1946, pero creció en La Haya. Era el hijo mediano de una familia de tres. Procede de una familia de eruditos. Su tío abuelo fue el premio Nobel Frits Zernike, y su abuela estaba casada con Pieter Nicolaas van Kampen, profesor de zoología en la Universidad de Leiden. Su tío Nico van Kampen era profesor (emérito) de física teórica en la Universidad de Utrecht, y su madre se casó con un ingeniero marítimo. Siguiendo los pasos de su familia, mostró interés por la ciencia a una edad temprana. Cuando su profesor de primaria le preguntó qué quería ser de mayor, respondió: "un hombre que lo sabe todo".
Después de la escuela primaria, asistió al Liceo Dalton, una escuela que aplicaba las ideas del Plan Dalton, un método educativo que le convenía. Destacó en los cursos de ciencias y matemáticas. A los dieciséis años ganó una medalla de plata en la segunda Olimpiada de Matemáticas neerlandesa.

### Educación
Después de aprobar sus exámenes de bachillerato en 1964, se matriculó en el programa de física de la Universidad de Utrecht. Optó por Utrecht en lugar de la mucho más cercana Leiden, porque su tío era profesor allí y quería asistir a sus clases. Como estaba tan centrado en la ciencia, su padre insistió en que se uniera al Utrechtsch Studenten Corps, una asociación de estudiantes, con la esperanza de que hiciera algo más que estudiar. Esto funcionó hasta cierto punto, ya que durante sus estudios fue timonel con su club de remo "Tritón" y organizó un congreso nacional para estudiantes de ciencias con su club de discusión científica "Christiaan Huygens".
Durante sus estudios decidió que quería dedicarse a lo que consideraba el corazón de la física teórica, las partículas elementales. A su tío le disgustaba el tema y, en particular, sus practicantes, así que cuando llegó el momento de escribir su doctoraalscriptie (antiguo nombre del equivalente neerlandés de una tesis de maestría) en 1968, se dirigió al recién nombrado profesor Martinus Veltman, que se especializaba en la teoría de Yang-Mills, un tema relativamente marginal en aquella época porque se pensaba que éstas no podían ser renormalizadas. Su tarea consistía en estudiar la anomalía de Adler-Bell-Jackiw, un desajuste en la teoría de la desintegración de los piones neutros; los argumentos formales prohibían la desintegración en fotones, mientras que los cálculos prácticos y los experimentos mostraban que ésta era la principal forma de desintegración. La resolución del problema era completamente desconocida en ese momento, y no pudo proporcionarla.
En 1969 comenzó su investigación doctoral con Martinus Veltman como asesor. Trabajaría en el mismo tema que Veltman, la renormalización de las teorías de Yang-Mills. En 1971 se publicó su primer artículo. En él mostró cómo renormalizar los campos de Yang-Mills sin masa, y fue capaz de derivar relaciones entre amplitudes, que serían generalizadas por Andrei Slavnov y John C. Taylor, y que se conocen como las identidades Slavnov-Taylor.

### Carrera

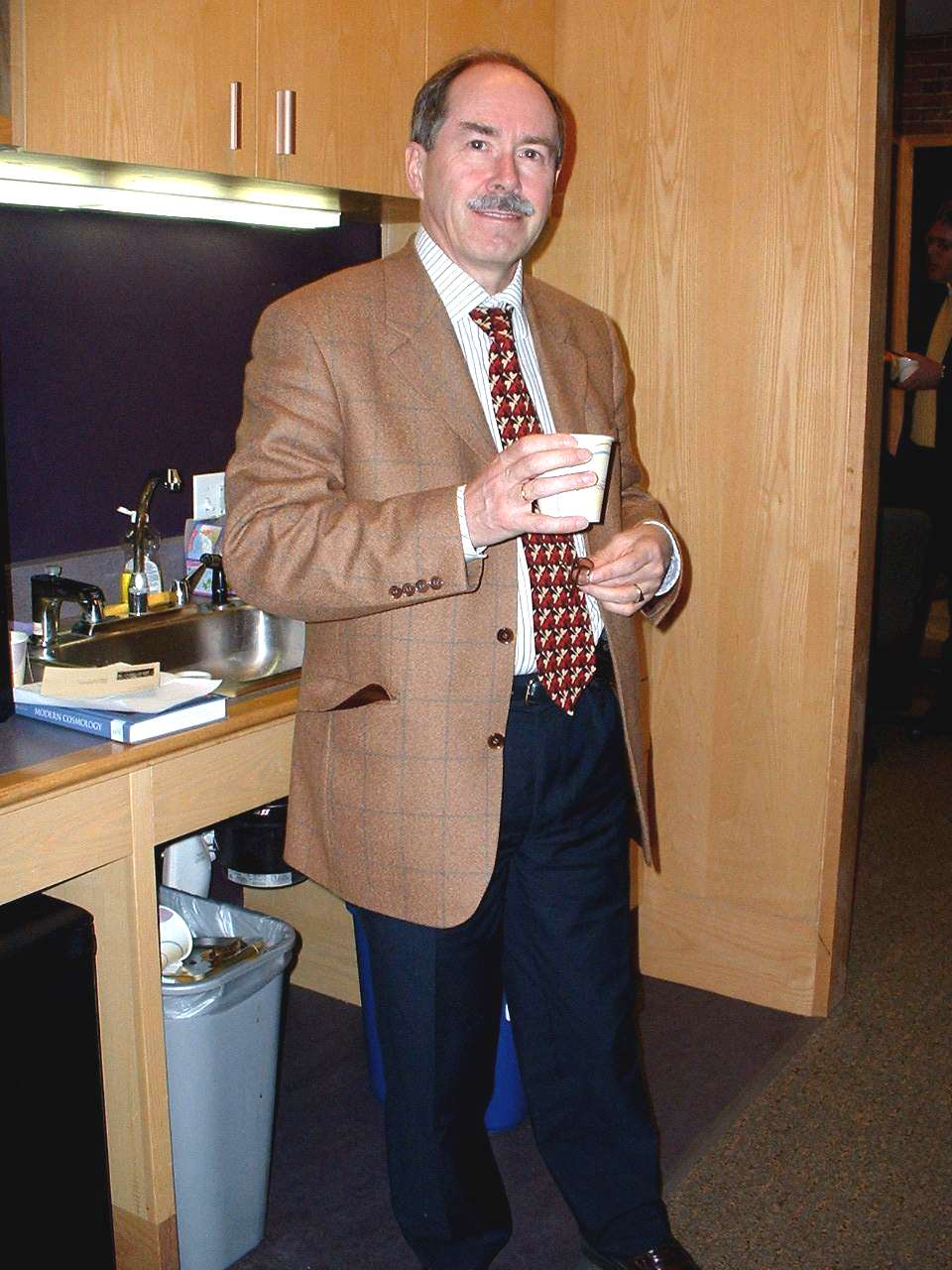
Gerard 't Hooft en Harvard.

Tras obtener su doctorado fue al CERN en Ginebra, donde obtuvo una beca. Siguió perfeccionando sus métodos para las teorías de Yang-Mills con Veltman (que volvió a Ginebra). En esta época se interesó por la posibilidad de que la interacción fuerte pudiera describirse como una teoría de Yang-Mills sin masa, es decir, una del tipo que acababa de demostrar que era renormalizable y, por tanto, susceptible de ser calculada en detalle y comparada con el experimento.
Según sus cálculos, este tipo de teoría poseía justo el tipo de propiedades de escalado (libertad asintótica) que debía tener esta teoría según los experimentos de dispersión inelástica profunda. Esto era contrario a la percepción popular de la Teorías de Yang-Mills de la época, que al igual que la gravitación y la electrodinámica, su intensidad debería disminuir con el aumento de la distancia entre las partículas que interactúan; ese comportamiento convencional con la distancia no podía explicar los resultados de la dispersión inelástica profunda, mientras que los cálculos de 't Hooft sí podían hacerlo.
Cuando mencionó sus resultados en una pequeña conferencia en Marsella en 1972, Kurt Symanzik le instó a que publicara este resultado; pero 't Hooft no lo hizo, y el resultado fue finalmente redescubierto y publicado por Hugh David Politzer, David Gross y Frank Wilczek en 1973, lo que les llevó a ganar el Premio Nobel de Física de 2004.
En 1974  regresó a Utrecht, donde se convirtió en profesor adjunto. En 1976, fue invitado a ocupar un puesto en Stanford y un puesto en Harvard como conferenciante Morris Loeb. Su hija mayor, Saskia Anne, nació en Boston, mientras que su segunda hija, Ellen Marga, nació en 1978 tras su regreso a Utrecht, donde fue nombrado profesor titular. En el curso académico 1987-1988 pasó un año sabático en el Departamento de Física de la Universidad de Boston junto con Howard Georgi, Robert Jaffe y otros, organizado por el entonces nuevo presidente del Departamento Lawrence Sulak.
En 2007 se convirtió en editor jefe de Foundations of Physics, donde trató de distanciar la revista de la controversia de la teoría ECE. ocupó el cargo hasta 2016.
El 1 de julio de 2011 fue nombrado profesor distinguido por la Universidad de Utrecht.

## Obra
Dentro de la física teórica, muchos consideran a Gerard 't Hooft uno de los más grandes físicos del momento y el holandés más importante desde H.A. Lorentz (1853-1928). Entre sus logros más importantes se destacan:
Renormalización dimensional (1972)
Su investigación doctoral fue el último paso necesario para aplicar un cierto tipo de modelo matemático, la Teoría de Yang-Mills, en la descripción del comportamiento de la naturaleza a pequeña escala. Unificaba la fuerza electromagnética y la fuerza débil en una única descripción. Inicialmente, ese modelo daba a menudo como resultado el 'infinito', pero gracias al Método de renormalización de 't Hooft y Martin Veltman, se hizo útil. Así, el modelo predijo la masa del quark top y las propiedades del bosón W y del bosón Z, que más tarde se demostraron correctas en los experimentos del CERN. Por este trabajo, 't Hooft y Veltman recibieron el Premio Nobel de Física.
El confinamiento de los quarks (1972)
Los hadrones, partículas sometidas a la fuerza nuclear fuerte, como piones, protones y neutrones, están formados por dos o más quarkss. Sorprendentemente, estos quarks nunca se encuentran sueltos. 't Hooft dio una explicación para este confinamiento, a saber, que la atracción entre los quarks se vuelve más fuerte cuanto más se separan, de modo que nunca se pueden soltar. Esto se convirtió en un ingrediente de la cromodinámica cuántica (QCD) por la que se otorgó el Premio Nobel en 2004. Sin embargo esta vez 't Hooft no fue galardonado.
Límite para grandes Nc c de la cromodinámica cuántica (1974)
Las predicciones (soluciones) de la QCD, la teoría de la fuerza nuclear fuerte, no pueden calcularse con exactitud en la mayoría de los casos. 't Hooft ideó un método original para aproximar las soluciones. Los quarks de la teoría se presentan en tres variantes, «colores». 't Hooft concibió esos tres como un parámetro {\displaystyle N_{c}}, el número de colores, tomó un valor muy grande para él y estimó la diferencia entre este 'Límite grande de {\displaystyle N_{c}}' y la realidad. De esta manera logró una aproximación razonable.
Principio holográfico (1993)
La cantidad (máxima) de información que cabe en un determinado espacio es proporcional al volumen, a la cantidad de espacio. Al menos, eso es lo que pensarías. En realidad, es proporcional a la superficie, al plano límite, de ese espacio. En cierto modo, la información del espacio puede leerse en el límite exterior. En cierto sentido, el contenido se representa en la superficie, una dimensión menos, igual que en un holograma el espacio 3D puede proyectarse desde una placa plana 2D. Esta notable idea, denominada principio holográfico, procede de 't Hooft.
Más contribuciones a la física
Las contribuciones del Dr. 't Hooft:  se centran principalmente en la física de partículas y a veces son bastante técnicas. Por ejemplo, en 1986 resolvió el problema {\displaystyle U(1)}, un misterio de la física de partículas. Anteriormente, demostró que son posibles soluciones especiales en ciertos modelos, los llamados monopolos 't Hooft-Polyakov. Otra situación especial es el instantón, otra invención de 't Hooft.

### Dirección actual de la investigación
En la actualidad, 't Hooft se dedica a la búsqueda de una teoría de la gravitación cuántica que sintetice las cuatro fuerzas fundamentales de la naturaleza en un solo modelo o, en otras palabras, que una la mecánica cuántica con la teoría general de la relatividad. Una de las vías a través de las cuales se está intentando esto es la teoría de cuerdas.
Al principio, 't Hooft tenía sus reservas sobre la teoría de cuerdas. Consideraba que los partidarios de esta teoría de moda difundían historias demasiado halagüeñas sobre sus resultados. "Cargados de exageraciones", así describía en 1996 los informes de los partidarios de las cuerdas, “en realidad, no entienden el colapso de las estrellas mejor que los demás”. En años posteriores, 't Hooft se involucró con la teoría de cuerdas. Así, ha dado conferencias sobre ella y ha escrito varios artículos científicos al respecto.

### Gravedad cuántica y agujeros negros
Cuando Veltman y 't Hooft se trasladaron al CERN después de que 't Hooft obtuviera su doctorado, a Veltman le llamó la atención la posibilidad de utilizar sus técnicas de regularización dimensional para el problema de la cuantización de la gravedad. Aunque se sabía que la gravedad cuántica perturbativa no era completamente renormalizable, consideraron que se podían aprender lecciones importantes estudiando la renormalización formal de la teoría orden por orden. Este trabajo sería continuado por Stanley Deser y otro estudiante de doctorado de Veltman, Peter van Nieuwenhuizen, que más tarde encontraron patrones en los contratérminos de renormalización, que llevaron al descubrimiento de la supergravedad.
En la década de 1980, la atención de 't Hooft se centró en el tema de la gravedad en 3 dimensiones espaciotemporales. Junto con Deser y Jackiw publicó un artículo en 1984 en el que describía la dinámica del espacio plano en el que los únicos grados de libertad locales eran defectos puntuales que se propagaban. Su atención volvió a este modelo en varios momentos, demostrando que los pares de Gotts no causarían causalidad violando bucles de semejanza temporales,  y mostrando cómo el modelo podría ser cuantizado. Más recientemente propuso generalizar este modelo de gravedad plana a trozos en 4 dimensiones espaciotemporales. 
Con el descubrimiento de Stephen Hawking de la radiación de Hawking de los agujeros negros, parecía que la evaporación de estos objetos violaba una propiedad fundamental de la mecánica cuántica, la unitaridad. 't Hooft se negó a aceptar este problema, conocido como la paradoja de la pérdida de información en agujeros negros, y asumió que debía ser el resultado del tratamiento semiclásico de Hawking, y que no debía aparecer en una teoría completa de la gravedad cuántica. Propuso que sería posible estudiar algunas de las propiedades de dicha teoría, suponiendo que tal teoría fuera unitaria.
Utilizando este enfoque ha argumentado que cerca de un agujero negro, los campos cuánticos podrían ser descritos por una teoría en una dimensión inferior. Esto condujo a la introducción del principio holográfico por él y Leonard Susskind.